# Surahammar
Surahammar er en by i Västmanlands län i Sverige. Det er administrationsby i Surahammars kommun og i 2010 havde den 6.179 indbyggere. Den største virkskomhed i byen er stålværket Surahammars Bruks AB, hvis historie går tilbage til 1500-tallet.
Kolbäcksån og Strömsholms kanal løber gennem byen, og den har station på jernbanelinjen Bergslagspendeln.